# Familystrip
Familystrip és una pel·lícula documental catalana de caràcter intimista del 2009 dirigida pel productor Lluís Miñarro i Albero. El títol en anglès es va definir a correcuita quan es va prendre la decisió de dur-la a participar al Festival Internacional de Cinema de Karlovy Vary. Semblava fora de lloc usar el títol pensar originalment, Striptease familiar. Està rodada en color i en blanc i negre, i parlada en espanyol.

## Sinopsi
Amb un pròleg i un epíleg d'insultant bellesa, en què el moviment serè del mar i les fulles d'un bosc es converteixen en abstraccions visuals, es fa d'un doble retrat: el director grava els seus pares mentre els estava pintant un retrat el pintor Francesc Herrero amb la intenció de fer-los un regal familiar. en el seu 65è aniversari de noces. Poc a poc es converteix d'una forma inesperada en la crònica d'una generació que desapareix. Transmeten de forma oral les ressonàncies de l'Espanya marcada pel catolicisme i la guerra civil espanyola, ja que poc a poc ambdós pares van a començar a parlar espontàniament dels temes més inusitats. El rodatge va durar set setmanes i en acabar el quadre el pintor es va suïcidar (Miñarro li dedica la pel·lícula) i els seus pares van morir abans de l'estrena de la pel·lícula.
| «               | No és una lloa a una família obrera, sinó una mirada d'amor, que és el que he sentit per ells. No hi ha res més. No hi ha cap referent | » |
| — Lluís Miñarro | |   |

## Nominacions
Als Premis Gaudí de 2011 fou nominada al Millor documental.